# Manoir de la Bouverie
Ne doit pas être confondu avec Ferme de la Bouverie.
Le manoir de la Bouverie est une demeure du début du XVIIe siècle qui se dresse sur le territoire de la commune française de Mardilly, dans le département de l'Orne, en région Normandie.
Le manoir, propriété privée non ouverte à la visite, est partiellement inscrit au titre des monuments historiques.

## Localisation
Le manoir est situé, sur le flanc de la vallée de la Touques, sur la petite commune de Mardilly à 5 km au nord de Gacé, en limite avec le département du Calvados, dans le département français de l'Orne.

## Historique
La famille de Rupierre est déjà établie à Mardilly au XIIIe siècle ainsi que sur plusieurs fiefs de la vallée de la Touques. Au XIVe siècle, Guillaume de Rupierre est qualifié de seigneur de Mardilly, Canapville et du Ménil-Hubert, et au XVe siècle, Jacques de Rupierre, seigneur de Mardilly, s'intitule aussi seigneur de Ségrie, de Courtonne et d'Ouilly-le-Vicomte. Pourvus de charges militaires importantes, les Rupierre adoptent des attitudes opposées pendant la guerre de Cent Ans et embrassent la cause du roi de France pour les uns ou le parti des Anglais pour les autres, ce qui leur valut quelques confiscations lesquelles seront effacées par des mesures d'indulgence.
Gabriel de Rupierre, arrière-petit-fils de Jacques, sera à son tour seigneur d'Ouilly-le-Vicomte et de Mardilly. Conseiller de Marie de Médicis, et sans descendance, le fief échoit à son cousin Thibault II et dont le fils, Martin de Rupierre héritera.
Martin de Rupierre s'engage avec conviction en faveur de la Ligue et connut lors de ses voyages de grandes demeures et leurs commanditaires. Martin de Rupierre va se retirer dans sa seigneurie de Mardilly et à la suite de son mariage avec Catherine, fille d'Alain de Hudebert, il entreprend à la place de l'ancienne place forte, la construction du château de style Henri IV tel qu'on peut le voir encore à l'heure actuelle. Achevé en 1604 sous le règne d'Henri IV, le corps de logis du manoir doit son élégance aux quatre poivrières d'angle et aux ouvrages de maçonnerie de briques et de pierres de grès ocre, nommées localement roussier, qui rythment sa façade principale. Malgré l'importante dot de son épouse, Martin de Rupierre doit aliéner ses terres en raison du coût de construction élevé eu égard à la qualité des matériaux.
Martin de Rupierre devra finalement se résigner à vendre son château en 1622 à Marquis Périer, écuyer, fils cadet de Philipe Périer, écuyer, seigneur de Launay, gentilhomme ordinaire de la Maison du Roi et de Marguerite Le Vallois. Son descendant Jacques Périer, écuyer, seigneur et patron d'Orville, de Launay et de la Bouverie meurt dans descendance en 1747. Sa sœur Marie Charlotte Périer, épouse de Pierre de Maurey, écuyer, seigneur du Hamel hérite de la propriété. C'est à leur fils Claude Jean de Maurey que revient La Bouverie puis à Pierre Claude par son union avec Magdeleine Geneviève Nicole de Chandebois. La famille Maurey n'habitera pas le château mais s'en réservera l'usage[réf. nécessaire].
À la Révolution, Pierre Claude de Maurey émigre et les biens de la famille de Maurey dont Orville, le Hamel, Fresnelle et la Bouverie sont confisqués. Le château de la Bouverie est vendu comme bien national. Il perd alors son titre de château de Mardilly pour devenir manoir de la Bouverie, du nom de la ferme à laquelle il est rattaché. Le 15 brumaire an II, des affiches annonçant la vente de la terre de la Bouverie sont placardées à Mardilly et aux communes voisines. Les enchères ont lieu en la salle d'audience du district de l'Aigle le 24 brumaire an II. La terre est démembrée et divisée en plusieurs lots pour être vendus par adjudication aux enchères à la bougie. Les bâtiments et les cours de la Bouverie sont adjugés à François Brière, curé des Astelles pour une somme de 158 000 livres. 
La Bouverie passe ensuite aux familles Fressonnel puis Rault, Godet. En 1918, Joseph Michel Pottier l'achète pour une somme de 41 000 francs. Cette ferme sera exploitée par son frère René François qui l'achètera en 1921. Son fils René se marie à Marie Grandin et s'installe en 1928 dans le logis de la Bouverie qui n'avait pas été habité depuis 1877. Grâce à eux le manoir de La Bouverie est sauvé de la ruine. La famille Dangelzer l'achète en 1973. Elle entreprend d'importants travaux de restauration et particulièrement au niveau de ses toits ;  le monument retrouve alors sa splendeur d'antan. L'actuel propriétaire l'achète en 2019 et redonne vie au château en organisant notamment diverses manifestations et en l'ouvrant au public.

## Description
Le château de Mardilly se présente sous la forme d'un corps de logis de plan rectangulaire haut de deux niveaux avec dans chaque angle, au niveau de l'étage, une tourelle cylindrique en encorbellement.
Conforme aux nouvelles règles de l'art de bâtir au début du XVIIe siècle, la façade principale, orientée à l'est, vers le coteau, est d'une ordonnance régulière et d'une symétrie parfaite. La taille du logis est modeste mais les matériaux utilisés sont nobles et coûteux et vont donner à ce bâtiment ampleur et raffinement. Les fenêtres et baies aveugles de même module s'alternent pour rythmer la façade et lui donner une belle ampleur. Elles sont toutes couvertes d'un linteau droit à clef saillante et alignées sur le bandeau. De même, elles sont toutes pourvues à leur base d'allèges à écoinçons en quarts-de-rond. Les baies aveugles et allèges adoptent un remplissage de briques rosées où s'inscrivent trois losanges superposés par des lignes obliques de briques vernissées plus foncées.
Quatre tourelles d'angle sont posées sur des encorbellements à ressaut et sont dotées de toit en ardoises campaniforme. La porte principale en arc très surbaissé, précédée d'un perron de quelques marches, est soulignée d'un encadrement à bossages, d'un linteau clavé en arc segmentaire et couronné d'un fronton interrompu. Premier et second niveaux s'articulent par un bandeau plat alors que le troisième niveau que constitue le toit repose sur une belle corniche à consoles formant comme un mâchicoulis.
Au niveau du grand et haut comble d'ardoises à quatre versants, il est percé sur le pan est de trois lucarnes couronnées de frontons triangulaire  qui viennent rythmer la façade en mettant l'accent sur les travées de fenêtres, vraies et fausses, en alternance. À noter sous les lucarnes la présence d'un vrai mâchicoulis et la présence à l'intérieur d'un puits aménagé dans un souci de défense. La façade arrière, tourné vers la vallée, et les murs latéraux très sobres, construits sans artifice en pierre de roussier, sont percés de rares ouvertures. Un fossé en eau, vestige probable d'anciennes douves qui entouraient la motte, reste présent à l'arrière du logis.
Le domaine comprend aussi trois dépendances : une grange, un lavoir et une boulangerie, d'autres éléments cadastrés en 1850 ayant aujourd'hui disparu.
Enfin, le moulin situé sur un bras de la Touques qui jouxte la propriété n'en fait pas partie mais appartient aux Comtat de Gacé.

## Protection
Les façades et toitures sont inscrites au titre des monuments historiques par arrêté du 9 octobre 1968.